# Gransjön (Östmarks socken, Värmland)
Gransjön är en sjö i Torsby kommun i Värmland och ingår i Göta älvs huvudavrinningsområde. Sjön är 21,8 meter djup, har en yta på 0,487 kvadratkilometer och är belägen 398,4 meter över havet. Vid provfiske har abborre, elritsa, röding och öring fångats i sjön.

## Delavrinningsområde
Gransjön ingår i det delavrinningsområde (669476-132288) som SMHI kallar för Utloppet av Gransjön. Medelhöjden är 417 meter över havet och ytan är 1,4 kvadratkilometer. Det finns inga avrinningsområden uppströms utan avrinningsområdet är högsta punkten. Vattendraget som avvattnar avrinningsområdet har biflödesordning 6, vilket innebär att vattnet flödar genom totalt 6 vattendrag innan det når havet efter 395 kilometer. Avrinningsområdet består mestadels av skog (51 procent). Avrinningsområdet har 0,47 kvadratkilometer vattenytor vilket ger det en sjöprocent på 33,6 procent.